# کودای ساکاموتو
کودای ساکاموتو (انگلیسی: Kodai Sakamoto؛ زادهٔ ۲۰ سپتامبر ۱۹۹۵) بازیکن فوتبال اهل ژاپن است.